# Tým sjednoceného Německa na Zimních olympijských hrách 1960
Německo na Zimních olympijských hrách v roce 1960 reprezentovala výprava 74 sportovců (56 mužů a 18 žen) v 8 sportech. Německo bylo zastoupeno na ZOH 1960 sportovci ze Spolkové republiky Německo a také z Německé demokratické republiky.

## Medailisté
| Medaile | Jméno                                | Sport              | Soutěž                                    |
| ------- | ------------------------------------ | ------------------ | ----------------------------------------- |
| Zlato   | Heidi Bieblová                       | Alpské lyžování    | Ženy sjezd                                |
| Zlato   | Georg Thoma                          | Severská kombinace | Muži jednotlivci (střední můstek + 15 km) |
| Zlato   | Helmut Recknagel                     | Skoky na lyžích    | Muži velký můstek                         |
| Zlato   | Helga Haaseová                       | Rychlobruslení     | Ženy 500 m                                |
| Stříbro | Hans Peter Lanig                     | Alpské lyžování    | Muži sjezd                                |
| Stříbro | Marika Kiliusová Hans-Jürgen Bäumler | Krasobruslení      | Sportovní dvojice                         |
| Stříbro | Helga Haaseová                       | Rychlobruslení     | Ženy 1 000 m                              |
| Bronz   | Barbi Henneberger                    | Alpské lyžování    | Ženy slalom                               |